# Church Hill (Worcestershire)
Church Hill – dzielnica miasta Redditch, w Anglii, w Worcestershire, w dystrykcie Redditch. W 2011 miejscowość liczyła 8132 mieszkańców.